# Балашовский краеведческий музей
Балашовский краеведческий музей — муниципальный музей в городе Балашов Саратовской области.

## История

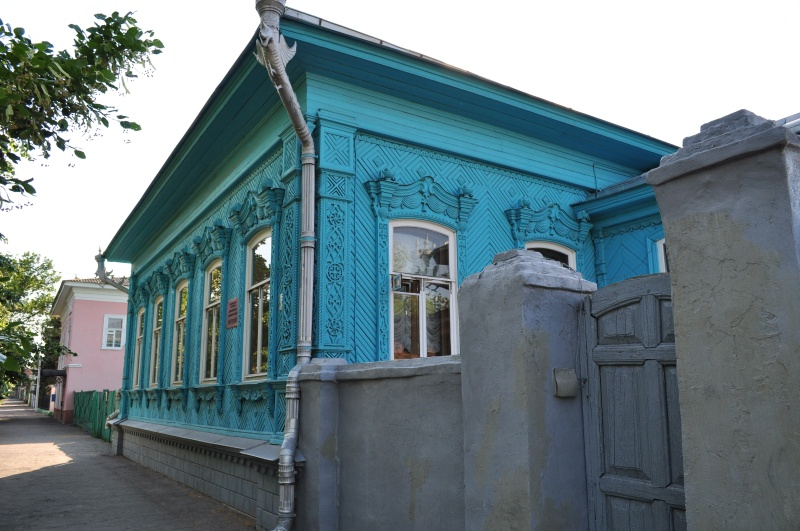
Усадьба купца Дьякова

Балашовский краеведческий музей был основан 1 апреля 1932 года Балашовским отделением Нижневолжского областного научного общества краеведения. С 1937 по 1987 музей располагался в здании складского типа на территории городского парка имени Куйбышева. В 1954 году музей получил звание областного, благодаря чему его фонд пополнился интересными экспонатами.
К 1987 году здание музея обветшало. Нынешнее здание было спроектировано в 1990 году архитекторами Б. Бойко и В. Ерастова. Современный музейный комплекс располагается в двух зданиях, одно — на традиционном месте, в парке имени Куйбышева, а второе здание — памятник архитектуры начала XX века «Усадьба купца Дьякова. Усадебный дом». В 1990 году в музее открылась новая экспозиция.
В главном здании музея более 38 тысяч экспонатов. Уникальными являются археологические находки эпох — мезолита, неолита и энеолита VII—IV тыс. до н. э., эпохи бронзы III—II тыс. до н. э. Основную часть фонда составляют старинные фотографии, книги, традиционная одежда местных жителей. В музее собрана коллекция картин местных художников и художников Саратовской школы живописи.
В музее хранятся документы, фотографии, книги, личные вещи земляков — известных деятелей российской науки и культуры, Героев Советского Союза, почётных граждан Балашовского района — поэтов А. Пришельца и Н. Палькина, писателя Е. Белянкина, собирателя фронтового фольклора периода Великой Отечественной войны 1941—1945 годов П. Лебедева, ученых — физиков Н. Тремасова и А. Власова, заслуженного лётчика-испытателя Ю. А. Гарнаева и других.
Постоянные выставки музея: Дорога в космос, город и люди, природные раритеты, из истории немцев Поволжья, наши знатные земляки — деятели науки и культуры, П. А. Столыпин и Саратовский край.
Музей ведёт краеведческую работу, занимается проектной деятельностью, привлекает новых посетителей. Его сотрудники принимают участие в профессиональных конкурсах на лучшего музейного работника области.
В музее работают 34 сотрудника, из них 12 — научные работники.

## Руководство
- Директор: Фетисова Светлана Валерьевна
- Зам. директора по научной работе: Васина Татьяна Леонидовна
- Главный хранитель: Самородова Галина Алексеевна
- Секретарь: Кисель Любовь Алексеевна